# Kris Russell
Kris Russell, född 2 maj 1987, är en kanadensisk professionell ishockeyspelare som spelar för Edmonton Oilers i NHL. Han har tidigare representerat Columbus Blue Jackets, St. Louis Blues, Calgary Flames och Dallas Stars.
Han draftades i tredje rundan i 2005 års draft av Columbus Blue Jackets som 67:e spelare totalt.